# Baby Blue
Baby Blue är ett studioalbum av Pernilla Andersson från 2007.

## Låtlista
| Nr           | Titel                  | Kompositör         | Längd |
| ------------ | ---------------------- | ------------------ | ----- |
| 1.           | Red                    | Pernilla Andersson | 3:04  |
| 2.           | Alright                | Pernilla Andersson | 3:14  |
| 3.           | Scary Ordinary         | Pernilla Andersson | 4:11  |
| 4.           | Come Rain              | Pernilla Andersson | 3:12  |
| 5.           | Baby Blue              | Pernilla Andersson | 3:56  |
| 6.           | Little Suzy            | Pernilla Andersson | 3:10  |
| 7.           | Angel's Wings          | Jonny Wickersham   | 3:43  |
| 8.           | Everybody's Sweetheart | Pernilla Andersson | 2:44  |
| 9.           | Merry-Go-Round         | Pernilla Andersson | 3:34  |
| 10.          | Sleep                  | Pernilla Andersson | 0:35  |
| 11.          | Enjoy the Silence      | Martin Gore        | 3:08  |
| 12.          | Rise & Fall            | Pernilla Andersson | 5:41  |
| Total längd: | Total längd:           | Total längd:       | 40:12 |